# Ледин, Леонид Григорьевич
Леонид Григорьевич Ле́дин (1916—1971) — советский военный инженер, учёный и изобретатель.

## Биография
Работал в военном НИИ-6: инженер-капитан, инженер-подполковник. Член ВКП(б) с 1946 года.
Автор изобретений и усовершенствований в системах зажигания топлива (смеси компонентов) в генераторе парогазовых торпед.
Похоронен на Новодевичьем кладбище (Новая территория, колумбарий, 135 секция).
Брат — Ледин, Евгений Григорьевич.

## Награды и премии
- Сталинская премия третьей степени (1947) — за коренное усовершенствование морского вооружения (минно-торпедного оружия).
- Ленинская премия (1962)
- заслуженный изобретатель РСФСР
- орден Красной Звезды (21.7.1945)
- медали